# Tobertitz

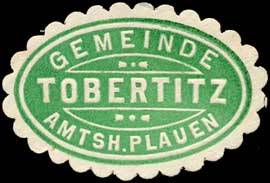
Siegelmarke der ehem. Gemeinde Tobertitz

Tobertitz ist ein Ortsteil der Gemeinde Weischlitz im Vogtlandkreis in Sachsen. Er wurde am 1. Januar 1974 in die Gemeinde Reuth eingemeindet, die am 1. Januar 2017 zur Gemeinde Weischlitz überging.

## Geografie

### Lage und Verkehr
Das Straßendorf mit Streifenflur und Gutsblock Tobertitz liegt im Norden der Gemeinde Weischlitz an den Staatsstraßen S 297 und S 313. Im Westen grenzt die Gemarkung an die Bahnstrecke Leipzig–Hof und an die thüringische Grenze bei Stelzen. Durch das Dorf fließt der Goldbach, der über den Rosenbach in die Weiße Elster mündet.
Tobertitz liegt im Westen des Vogtlandkreises und im sächsischen Teil des historischen Vogtlands, an der Grenze zum thüringischen Vogtland. Geografisch liegt der Ort im Südwesten des Naturraums Vogtland (Übergang vom Thüringer Schiefergebirge ins Mittelvogtländische Kuppenland).
Der Ort ist mit der vertakteten RufBus-Linie 47 des Verkehrsverbunds Vogtland an Weischlitz, Reuth und Plauen angebunden.

### Nachbarorte
|                   | Rodau                                       | Rößnitz    |
| Stelzen Thüringen | Kompassrose, die auf Nachbargemeinden zeigt | Kloschwitz |
| Reuth             | Thossen                                     | Rodersdorf |

## Geschichte
In der ersten urkundlichen Erwähnung schrieb man das Dorf 1328 „Tobertiz“. In dieser Urkunde wurden Güter und Renten für das Deutsche Haus in Plauen bestätigt. Der Ortsname ist slawischen Ursprungs und hat die Bedeutung: Sippenansiedlung. 1418 gab es die Schreibweise „Toberticz“. 1421 nannte man das Dorf „Toberticz“ und auch „Doberditz“. Seit 1506 ist die heutige Schreibweise belegt. Die Grundherrschaft über den Ort lag im 16. Jahrhundert anteilig bei den Rittergütern Leubnitz, Rodau, Rößnitz, Tobertitz und als Amtsdorf zum Amt Plauen. Im 18. Jahrhundert unterstand Tobertitz anteilig den Rittergütern Rodau, Tobertitz, Rößnitz und Kloschwitz und als Amtsdorf dem Amt Plauen. Kirchlich ist Tobertitz seit jeher nach Rodau gepfarrt.
Das Rittergut Tobertitz ist erstmals 1583 nachweisbar. Es befand sich bereits im 15. Jahrhundert im Besitz der Familie von Feilitzsch, auf sie folgte die Familie von Tettau. Am 17. Juli 1775 kaufte August Heinrich von Schönfels (* 2. August 1723 zu Reuth; † 26. Februar 1798 zu Reuth), Herr auf Reuth, Rodau und Tobertitz, von Christoph Friedrich von Tettau das Rittergut Tobertitz. Tettau hatte Wechselschulden mit seinem Gut gesichert, welche nun eingelöst wurden. Am 5. Februar 1863 verkaufte August Ferdinand von Schönfels (* 19. Januar 1799 zu Tobertitz, + 27. Februar 1879 zu Ruppertsgrün) das Rittergut Tobertitz für 73.000 Taler an Hans Otto von Wolfersdorf und zog sich auf das Familiengut Ruppertsgrün zurück. Anschließend besaß das Rittergut Tobertitz Herr von Biedenfeld, danach ein Horst und ab 1911 Dr. Klügel.
Tobertitz gehörte bis 1856 zum kursächsischen bzw. königlich-sächsischen Amt Plauen. 1856 wurde der Ort dem Gerichtsamt Plauen und 1875 der Amtshauptmannschaft Plauen angegliedert. Nach dem Beitritt des Königreichs Sachsen in den Deutschen Zollverein wurden 284 Einwohner im Jahr 1834 gezählt, bis 1910 stieg deren Zahl auf 368. 1964 wohnten im Ort noch 289 Personen.
Im Jahr 1952 wurden sämtliche Wirtschaftsgebäude des Ritterguts abgerissen und es blieb nur das Herrenhaus aus dem 18. Jahrhundert erhalten. Das sanierte Gebäude wird in der Gegenwart als Wohnhaus genutzt. Durch die zweite Kreisreform in der DDR kam die Gemeinde Tobertitz im Jahr 1952 zum Kreis Plauen-Land im Bezirk Chemnitz (1953 in Bezirk Karl-Marx-Stadt umbenannt). Am 1. Januar 1974 wurde Tobertitz in Reuth eingemeindet. Als Ortsteil von Reuth gehörte Tobertitz ab 1990 zum sächsischen Landkreis Plauen, der 1996 im Vogtlandkreis aufging. Am 1. Januar 2017 wurde die Gemeinde Reuth mit Tobertitz und allen anderen Ortsteilen in Weischlitz eingemeindet.

## Persönlichkeiten
- Friedrich Ernst von Schönfels (1796–1878), Offizier, Rittergutsbesitzer und liberaler Politiker; in Tobertitz geboren